# Col
La col és una varietat cultivar del grup Capitata, derivat de l'espècie Brassica oleracea, membre del gènere Brassica dins la família de les brassicàcies (Brassicaceae).
Les cols, en les seves diverses varietats cultivars, tenen com a antecessor comú la varietat silvestre de col, Brassica oleracea, que es troba a les costes i als penya-segats d'una gran part de l'Europa occidental i que també és comestible, encara que no és objecte de conreu.
Les varietats del Grup Capitata van ser desenvolupades durant el segle xii a Alemanya i es cultiven per les seves fulles, que formen una bola o cabdell que pot arribar a pesar uns 4 kg, el seu conreu es fa amb temperatures baixes, per això són típicament verdures d'hivern. Són plantes bianuals però es cultiven com a anuals, es cullen abans de completar el seu cicle vital, abans de florir i fer llavors. A més de la col de cabdell (que també rep els noms de col de cabdell, col cabdellada, col caputxina, col de caputxa i col de tripa), hi ha la col arrissada (també anomenada col caragolada, col de Milà i col gitana) i la col llombarda.

## Gastronomia
| Valor nutritiu de 100 grams de col |          |
| Energia                            | 103 kJ   |
| Glúcids                            | 5,8 g    |
| Sucres                             | 3,2 g    |
| Fibra alimentària                  | 2,5 g    |
| Greixos                            | 0,1 g    |
| Proteïnes                          | 1,28 g   |
| Vitamines                          |          |
| Vitamina A                         | 98 IU    |
| Tiamina (Vit. B1)                  | 0,061 mg |
| Riboflavina (Vit. B₂)              | 0,04 mg  |
| Niacina (Vit. B₃)                  | 0,234 mg |
| Àcid pantotènic                    | 0,212 mg |
| Vitamina B₆                        | 0,124 mg |
| Vitamina C                         | 36,6 mg  |
| Vitamina E                         | 0,15 mg  |
| Vitamina K                         | 76 μg    |
| Minerals                           |          |
| Calci                              | 40 mg    |
| Coure                              | 0,019 mg |
| Ferro                              | 0,47 mg  |
| Fluor                              | 1 μg     |
| Fòsfor                             | 26 mg    |
| Magnesi                            | 12 mg    |
| Manganès                           | 0,16 mg  |
| Potassi                            | 170 mg   |
| Seleni                             | 0,3 μg   |
| Sodi                               | 18 mg    |
| Zinc                               | 0,18 mg  |
| Altres                             |          |
| Aigua                              | 92,2 g   |
| Cendra                             | 0,64 g   |

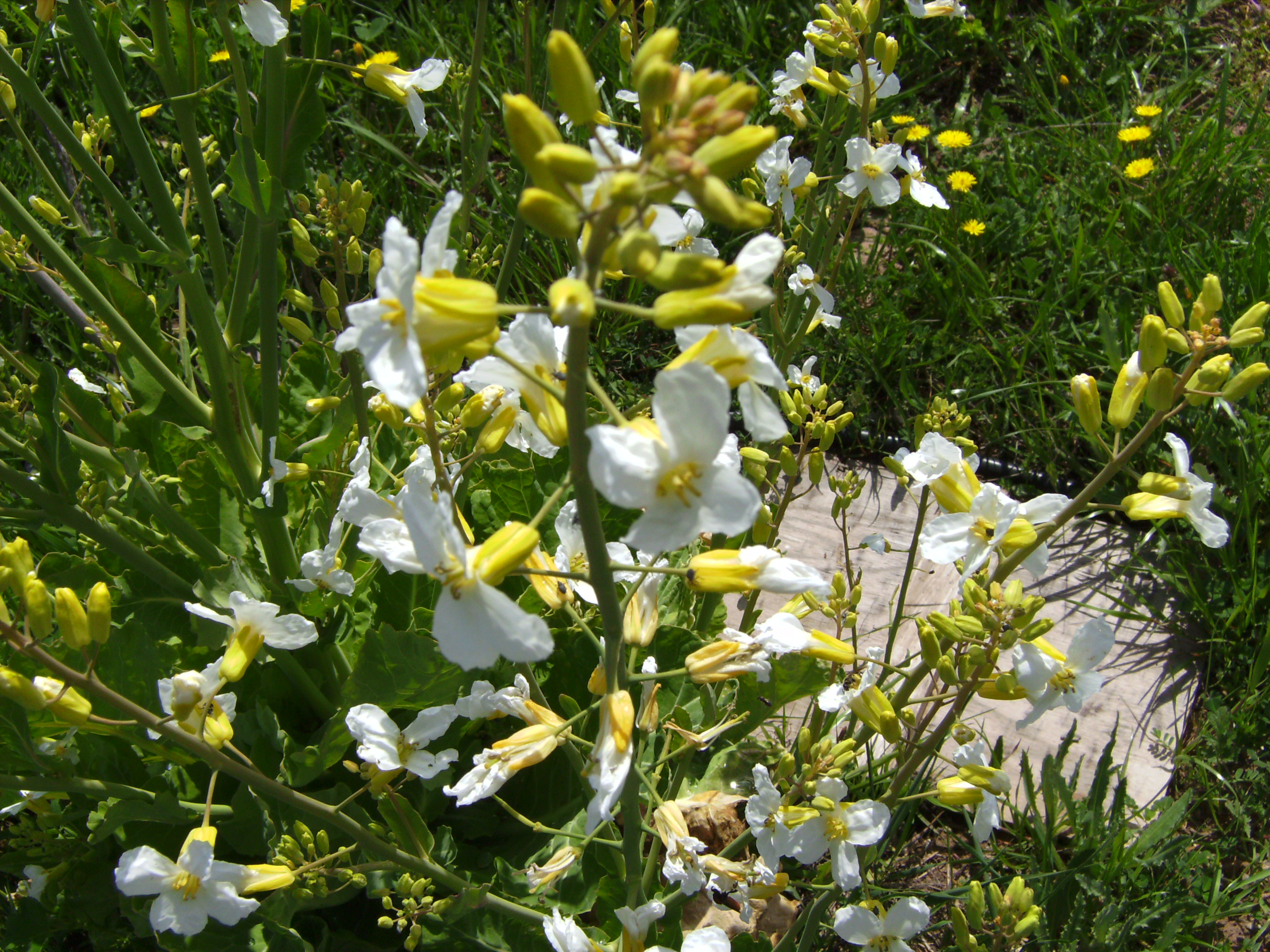
Un cultivar asturià de col florida

La col es pot menjar crua, bullida o en guisat. A Catalunya és l'ingredient de molts plats bàsics, com l'escudella i els farcellets de col. També és un dels ingredients principals de la cuina xinesa.

### Col fermentada
La xucrut (del francès choucroute, i aquest de l'alemany Sauerkraut, "col agra", a través de l'alsacià sürkrüt) és un menjar típic de l'Alsàcia, d'Alemanya, d'Eslovàquia, d'Ucraïna, Rússia, Bielorússia i de Polònia que es prepara fent fermentar les fulles de la col en aigua amb sal (salmorra).
El producte final sol ser una verdura processada, de textura lleugerament humida amb forma filada, que presenta un fort sabor àcid a causa del seu contingut entre un 1.7% a un 2.3% d'àcid làctic. El pH sol estar en el rang que va des 3.1 a 3.7 depenent de factors com el contingut de sal emprat en la seva elaboració, varietat de col emprada i característiques particulars desenvolupades durant el seu cultiu. El color final sol dependre de la varietat de col emprada, pot anar des del verd intens procedent de les cols verdes, un color groguenc, fins al violeta de les llombardes (col llombarda o col morada). Tot i considerar-se un producte tradicional, elaborat artesanalment a les llars, des de finals del segle XX es comercialitza gràcies a petites i mitjanes companyies envasadores, sent possible adquirir-lo en qualsevol dels supermercats d'Europa, generalment ja pasteuritzat. En rares ocasions es comercialitza el suc fermentat de la col, que en algunes ocasions és considerat un suplement dietètic o probiòtic.

#### Propietats nutricionals
La col fermentada o xucrut és un aliment molt ric en vitamines A, B1, B2 i C. L'elevat contingut de vitamina C prové de la pròpia col fresca, la qual no es perd amb la fermentació, per aquest motiu, i pel seu gran temps de conservació, és considerat al nord d'Europa com una font principal de vitamines. La vitamina C és un antioxidant fonamental en l'eliminació de radicals lliures permetent així el creixement cel·lular, a més prevé malalties com l'escorbut i disminueix significativament la durada dels refredats comuns. D'altra banda, les vitamines B1 i B2 augmenten amb la fermentació. Aquestes vitamines són molt importants pel sistema nerviós, ja que intervenen en els processos d'aprenentatge i memòria.
L'àcid làctic que conté la xucrut millora la utilització de calci, fòsfor i ferro del cos i, a més a més, facilita l'adsorció d'aquest últim i de vitamina D. A part d'això, els aliments fermentats contenen lactasa que permet la degradació de lactosa en galactosa, monosacàrid essencial en el desenvolupament cerebral dels infants. D'altra banda s'ha observat en la col fermentada un alt contingut d'histamina, cosa que pot incrementar el risc de patir reaccions al·lèrgiques.
S'ha observat que els bacteris de l'àcid làctic presents en aliments fermentats com la xucrut, són un dels principals microorganismes probiòtics, essencials en la regeneració de la flora intestinal. Estudis han demostrat que el consum d'aliments rics en LAB (acid lactic bacteria), on s'inclouen els gèneres Lactobacillus, Leuconostoc i Streptococcus, aporten beneficis front a malalties com la síndrome de l'intestí irritable, símptomes com la diarrea i el restrenyiment i infeccions urinàries o Candida.
Entre els possibles efectes perjudicials del consum de col àcida fermentada, es troba l'augment d'ingesta de sal, cosa que pot ocasionar problemes en persones amb hipertensió arterial.

## Documents clàssics
Els escrits sobre les cols són relativament nombrosos. En alguns casos les propietats i aplicacions indicades són exagerades o falses.

### Teofrast
Parlava de tres tipus de cols: de fulles arrissades, de fulles llises i salvatges.

### Marc Gavi Apici(c37 dC)
A l'obra De Re coquinaria hi ha sis receptes amb cols.

### Abu Zakariya´ Yahya(c1220)
Kitab al-Filaha (El llibre de l'agricultura). Fou traduïda al castellà pel tortosí Josep Banqueri.
L’obra parla de com sembrar les cols. «Hortaliza de los christianos».